# Катастрофа Ил-14 под Южно-Сахалинском (1976)
Катастрофа Ил-14 под Южно-Сахалинском в 1976 году — авиационная катастрофа, произошедшая субботним днём 18 декабря 1976 года в окрестностях Южно-Сахалинска. Самолёт Ил-14РР Южно-Сахалинского ОАО предприятия «Аэрофлот» выполнял разведочный рейс по маршруту Петропавловск-Камчатский — Южно-Сахалинск, но при заходе на посадку в Южно-Сахалинском аэропорту Хомутово в условиях белой мглы самолёт врезался в гору Острая и полностью разрушился. Из находившихся на его борту 11 человек — 5 пассажиров и 6 членов экипажа, погибли 9 человек, выжили двое, получив тяжёлые ранения.

## Самолёт
Данный Ил-14М (заводской номер — 147001247, серийный — 12-47) был выпущен ММЗ «Знамя Труда» 29 марта 1957 года и сперва, вероятно, поступил в Военно-воздушные силы СССР. В августе 1959 года его передали Главному управлению гражданского воздушного флота, которое присвоило самолёту регистрационный номер 61752 и направило Ил-14 во Внуковский авиаотряд Московского территориального управления гражданского воздушного флота, а 1 октября того же года — в 235-й отдельный правительственный авиаотряд. 11 апреля 1964 года самолёт перевели в Сахалинский авиаотряд Дальневосточного управления гражданского воздушного флота.
6 ноября 1975 года с бортом 61752 случился инцидент, когда при рулении экипаж убрал шасси. Повреждённый самолёт был направлен на АРЗ-407, где к 30 марта 1976 года его переделали в модель Ил-14РР (рыбная разведка). Всего на момент катастрофы авиалайнер имел в общей сложности 6627 часов налёта и 4927 посадок.

## Экипаж
Ил-14 пилотировал экипаж из 147-го лётного отряда, в состав которого входили 6 человек:
- Командир воздушного судна (КВС) — Валентин Семёнович Довыденко;
- Второй пилот — Юрий Фролович Алексеев;
- Штурман — Виктор Иванович Скоков;
- Бортмеханик — Виталий Тимофеевич Потапов;
- Бортрадист — Эдуард Олегович Шелховский;
- Проверяющий — Станислав Андреевич Шевченко.

## Катастрофа
18 декабря 1976 года, в 08:14 местного времени (00:14 МСК) самолёт с 5 пассажирами и 6 членами экипажа вылетел из Петропавловск-Камчатского аэропорта Халактырка, а рейс выполнял Ил-14РР борт СССР-61752, а самолёту предстояло выполнить по заявке СУГМС рейс по разведке ледовой обстановки. Согласно плану полёта, самолёт, вылетев из Петропавловска-Камчатского, пролететь вдоль Курильских островов, после чего приземлиться в Южно-Сахалинске.
Экипаж выполнил задание и пролетал над селом Охотское, когда диспетчер передал условия на посадку по магнитному курсу 190°, а также сведения о погоде в районе аэропорта Хомутово (Южно-Сахалинск) — сплошная слоисто-кучевая облачность высотой 300—500 метров и верхней кромкой 7—8 километров, снег, слабая метель, видимость 1—2 километра, ветер юго-восточный (140-160°) с порывами 15 м/с, сопки в районе аэродрома закрыты. Тогда экипаж выполнил предпосадочную подготовку и рассчитал безопасную высоту, на которой должен был выполняться полёт по ПВП. В 16:50 экипаж доложил пролёт на высоте 200 метров озера Тунайча, а также запросил разрешение подняться до высоты 600 метров и по ПВП. В ответ в 16:51:20 авиадиспетчер РДП дал это разрешение, и экипаж начал набор высоты. В 16:51:45 диспетчер дал указание подняться до высоты 900 метров.
Проходя высоту 600 метров, в 16:51:47 экипаж перешёл на связь с диспетчером подхода и доложил о занятии высоты 600 метров визуально, на что в 16:51:53 диспетчер подхода уже повторно дал команду подниматься до высоты 900 метров, а также входить в круг ко второму развороту для захода на посадку по курсу 190°. В 16:53:32 диспетчер дал экипажу команду занять высоту 850 метров в связи с тем, что облачность опустилась до 920 метров. Через 17 секунд с Ил-14 доложили о занятии указанной высоты. Далее с бортом 61752 вышел на связь диспетчер РДП и для контроля запросил у экипажа условия полёта, на что тот в 16:54:53 передал: «Сию 752 в облака вошёл». После этого на связь самолёт больше не выходил и на запросы не отвечал.
В 16:56 (08:56 МСК) летящий в снежном заряде Ил-14 врезался правой плоскостью крыла в покрытый глубоким снегом горный склон. От удара правая часть крыла вместе с двигателями оторвались от фюзеляжа, после чего на снег, скользя, упал уже сам фюзеляж. Зарывшись в снег, оторвалась левая часть крыла с двигателем, а фюзеляж разорвало на две части (по 23 шпангоуту), после чего хвостовая часть развернулась на 180°, а передняя перевернулась и полностью разрушилась. В катастрофе погибли пять членов экипажа (командир, проверяющий, штурман, бортмеханик и бортрадист) и три пассажира (два гидролога и корреспондент Центрального Телевидения). Из-за шедшего в эти дни обильного снегопада спасательные службы не могли найти самолёт. 20 декабря от ран скончался и второй пилот. Лишь 21 декабря в 14 часов разрушенный авиалайнер был найден в 12,5 километрах восточнее (азимут 80°) от КТА Хомутово на южном склоне горы Острая на высоте 910 метров. К тому времени в живых остались только два пассажира — сотрудники Сахалинского комплексного НИИ — герпетолог А. М. Басарукин и зоолог В. Г. Воронов.

## Обломки
На месте крушения самолета остались обломки, само место крушения самолета можно посмотреть в YouTube (на месте крушения остались хвостовая часть, крылья и другие части ИЛ-14РР).

## Причина
На момент катастрофы погода в аэропорту была следующей: облачность высотой 920 метров, видимость 10 километров, ветер юго-восточный (130°) 8 м/с с порывами до 12 м/с. Такие метеоусловия подходу самолета по ПВП по указанному диспетчером маршруту: озеро Тунайча – район второго разворота с посадочным курсом 190°. На самом аэродроме была включена система посадки ОСП, работали УКВ-радиопеленгатор и ОРДЛ-7, но окружающие аэропорт горы создали в районе катастрофы мёртвую зону, поэтому диспетчер подхода и посадки не мог обнаружить самолёт на экране радиолокатора и определить его пеленг по радиопеленгатору на высоте полёта 850—900 метров. По свидетельству очевидцев, Ил-14 после Охотского начал набор высоты, а затем по курсу 260—270° пролетел над устьем Подорожки и с небольшим правым креном 5—10° влетел в снежный заряд. Далее самолёт пролетел над Чапаевкой и продолжил полёт в данном направлении, отклонившись от заданного маршрута, пока не врезался в гору.

Выводы: заключительный этап полета выполнялся при ограниченной видимости, в снежном заряде, переходящем в облачность, закрывавшую вершины сопок. Отсутствие объективной информации диспетчеру УВД со стороны экипажа, неполное и несвоевременное использование имеющихся бортовых средств радионавигации (радиолокатор «Гроза» и авиационный индикатор Ни-50БМ) и несвоевременные действия экипажа в создавшейся обстановке для перехода к полету по ППП оказали влияние на исход полёта и привели к авиационному происшествию.
Заключение: Причиной катастрофы является нарушение экипажем НПП ГА-71, выразившееся в несвоевременном переходе на ППП при ухудшившихся метеоусловиях, не соответствующих ПВП.— 